# Dalida for Ever
Dalida for Ever è un cofanetto della cantante italo-francese Dalida, pubblicato da PolyGram Collections.
I ventidue CD jewel case di questo album vennero pubblicati sia singolarmente, tra il 2006 e il 2007, accompagnati da una rivista periodica dedicata alla cantante, sia in un unico box set integrale.
Raccolgono brani dell'intero periodo della carriera artistica di Dalida, dal 1956 al 1987 (con anche alcuni pezzi pubblicati postumi nel 1989 e nel 1996), in lingua francese, italiana, tedesca, spagnola, inglese, araba e giapponese.

## CD n.1 -1956/1957
Tracce
1. Madona
2. Guitare flamenco
3. Flamenco bleu
4. Mon cœur va
5. La violetera
6. Fado
7. Gitane
8. Le torrent
9. Bambino
10. Aime-moi
11. Eh! Ben
12. Por favor
13. Miguel
14. Ay! Mourir pour toi
15. La plus belle du monde
16. Le petit chemin de pierres
17. Le ranch de Maria
18. Tu peux tout faire de moi
19. Quand on n'a que l'amour
20. Tu n'as pas très bon caractère
21. Lazzarella
22. Buenas noches mi amor
23. Scusami

## CD n.2 -1957/1958
Tracce
1. Oh là là
2. Pour garder
3. Tesoro mio
4. Calypso italiano
5. Histoire d'un amour
6. Gondolier
7. Le jour où la pluie viendra
8. J'écoute chanter la brise
9. Pardon
10. Dieu seul
11. Les yeux de mon amour
12. Dans le bleu du ciel bleu
13. La montagne
14. Je pars
15. Timide sérénade
16. Inconnu mon amour
17. L'amour chante
18. Mélodie perdue
19. Les gitans
20. Marchand des fruits
21. Rendez-vous au Lavandou
22. Aïe mon cœur
23. Adieu monsieur mon amour
24. Maintenant
25. Héléna
26. Come prima (Tu me donnes)

## CD n.3 -1958/1959
Tracce
1. Tu m'étais destinée
2. Du moment qu'on s'aime (versione in francese di Piccolissima serenata di Teddy Reno)
3. Si je pouvais revivre un jour ma vie
4. Guitare et tambourin
5. Amstramgram
6. Hava naguila
7. Des millions de larmes
8. Tout l'amour
9. Ciao ciao, bambina
10. Ce serait dommage
11. La fille aux pieds nus
12. Love in Portofino
13. La chanson d'Orphée
14. Je te tendrai les bras
15. Mes frères
16. Marina
17. C'est ça l'amore
18. Marie, Marie (La Lettre)
19. Ne joue pas
20. Adonis
21. J'ai rêvé
22. Luna caprese
23. Mélodie pour un amour
24. Mon amour oublié
25. Elle, lui et l'autre

## CD n.4 -1960
Tracce
1. T'aimer follement
2. Va, petite étoile
3. Dans les rues de Bahia
4. Romantica
5. De Grenade à Seville
6. Le petit clair de lune (versione in francese di Tintarella di luna)
7. L'arlequin de Tolède
8. Comme au premier jour
9. S'endormir comme d'habitude
10. Vieni vieni si
11. Les enfants du Pirée
12. C'est un jour à Naples
13. Pilou pilou hé
14. Le bonheur
15. Itsi bitsi petit bikini
16. O sole mio
17. Bras dessus, bras dessous
18. Ni chaud, ni froid
19. Douce nuit, sainte nuit
20. Noël blanc
21. Petit Papa Noël
22. Vive le vent
23. Garde-moi la dernière danse
24. La joie d'aimer
25. Ciao ciao, mon amour
26. Les marrons chauds

## CD n.5 -1961/1962
Tracce
1. Dix mille bulles bleues
2. Pépé
3. Vingt-quatre mille baisers
4. Je me sens vivre
5. Quand tu dors près de moi
6. Parlez-moi d'amour
7. Nuits d'Espagne
8. Reste encore avec moi
9. Protégez-moi Seigneur
10. Tu peux le prendre
11. Avec une poignée de terre
12. Comme une symphonie
13. Loin de moi
14. Plus loin que la Terre
15. Tu ne sais pas
16. Cordoba
17. Si tu me téléphones
18. Achète-moi un juke-box
19. T'aimerai toujours
20. La leçon de twist
21. Le ciel bleu
22. Le petit Gonzales
23. À ma chance
24. Je ne peux pas me passer de toi
25. Toi tu me plais
26. Je l'attends
27. Petit éléphant twist
28. Que sont devenues les fleurs?

## CD n.6 -1962/1964
Tracce
1. Le jour le plus long
2. Toutes les nuits
3. Mi cariñito
4. Tu croiras
5. La partie de football
6. Cha cha cha
7. Bientôt
8. Chez moi
9. Loop de loop
10. Quand reviens l'été
11. Le jour du retour
12. Eux
13. Que la vie était jolie
14. Sois heureux
15. Ah! Quelle merveille
16. Ce coin de terre
17. Elle là elle à dit
18. Ding ding
19. Papa achet'moi un mari
20. Ils sont partis
21. Tant d'amour du printemps
22. Je ne sais plus
23. Ne t'en fais pas pour ça
24. Ne lis pas cette lettre
25. Je t'aime
26. Chaque instant de chaque jour
27. À chacun sa chance
28. Amore scusami

## CD n.7 -1964/1965
Tracce
1. Je n'ai jamais pu t'oublier (versione francese di In ginocchio da te, cantata in Italia da Gianni Morandi)
2. La valse des vacances
3. Allô... tu m'entends?
4. Le printemps sur la colline
5. La Sainte Totoche
6. Viva la pappa
7. Hene ma tov
8. La danse de Zorba
9. Tu n'as pas mérité
10. Tout se termine
11. Les nuits sans toi
12. Bonsoir mon amour
13. Scandale dans la famille
14. Flamenco
15. Je ne dirai ni oui ni non
16. Tu me voles
17. Son chapeau
18. La vie en rose
19. Toi pardonne-moi
20. Le soleil et la montagne
21. C'est irréparable
22. Un enfant

## CD n.8 -1966/1967
Tracce
1. El Cordobés
2. Et... et
3. Je crois mon cœur
4. Je t'appelle encore
5. Baisse un peu la radio
6. Modesty blaise
7. Parlez-moi de lui
8. Petit homme
9. Tendre amour
10. Je préfère naturellement
11. Dans ma chambre
12. Mama
13. Ne reviens pas mon amour
14. Ciao amore, ciao
15. Mon cœur est fou
16. Les grilles de ma maison
17. Les gens sont fous
18. Pauvre cœur
19. La chanson de Yohann
20. À qui
21. Loin dans le temps
22. La banda
23. Je reviens te chercher
24. J'ai décidé de vivre

## CD n.9 -1967/1969
Tracce
1. Entrez sans frapper
2. Toi mon amour
3. Si j'avais des millions
4. Tout le monde a sa chanson d'amour
5. Tzigane
6. Toute le monde sait
7. Pars
8. Dans la ville endormie
9. La petite maison bleue
10. La bambola
11. Le temps des fleurs
12. Je m'endors dans tes bras
13. Le septième jour
14. Le petit perroquet
15. Je me repose
16. Quelques larmes de pluie
17. Manuella
18. Tire l'aiguille
19. L'anniversaire
20. Sèche vite tes larmes
21. Zoum zoum zoum
22. Dis-moi des mots
23. Les violons de mon pays
24. Le vent n'a pas de mémoire

## CD n.10 -1969/1970
Tracce
1. Le sable de l'amour
2. Et pourtant j'ai froid (versione in francese di Ma che freddo fa, cantata in Italia da Nada)
3. L'an 2005
4. Les anges noirs
5. Ma mère me disait
6. Deux colombes
7. Les couleurs de l'amour
8. Ballade à temps perdu
9. Le clan des siciliens
10. Concerto pour une voix
11. Avant de te connaître
12. Hey love
13. Histoire d'aimer
14. Le bonheur vient de me dire bonjour
15. Sa grande passion
16. J'ai ta main
17. Je te perds
18. Va plus loin que le temps
19. Ton âme

## CD n.11 -1970/1971
Tracce
1. La rose que j'aimais
2. Ils ont changé ma chanson
3. Lady d'Arbanville
4. Comment faire pour oublier
5. Avec le temps
6. Si c'était à refaire
7. Jésus bambino
8. Darla dirladada
9. Pour qui, pourquoi
10. Mamy blue
11. Tout au plus
12. Mon frère le soleil
13. Entre les lignes entre les mots
14. Les jardins de Marmara
15. Une jeunesse
16. Diable de temps
17. Ram dam dam

## CD n.12 -1971/1973
Tracce
1. Une vie
2. Parle plus bas (Le Parrain)
3. Non
4. Les choses de l'amour
5. Paroles, paroles (in duo con Alain Delon)
6. Il faut du temps
7. Mamina
8. Le temps de mon père
9. Chanter les voix
10. Monsieur l'amour
11. Jésus kitsch
12. Pour ne pas vivre seul
13. L'amour qui venait du froid
14. Toutes les femmes du monde
15. Le fermier
16. Ma mélo mélodie

## CD n.13 -1973/1974
Tracce
1. Il venait d'avoir 18 ans
2. Anima mia (versione in francese di Anima mia dei Cugini di campagna)
3. Julien
4. Non ce n'est pas pour moi
5. Mais il y a l'accordéon
6. Je suis malade
7. Vado via (versione in francese dell'omonima canzone cantata in Italia da Drupi)
8. Manuel
9. Ta femme
10. Des gens qu'on aimerait connaître
11. Et puis... c'est toi
12. Soleil d'un nouveau monde
13. Rien qu'un homme de plus
14. Ô Seigneur Dieu
15. Gigi l'amoroso

## CD n.14 -1974/1976
Tracce
1. J'attendrai
2. Ne lui dis pas
3. Ma vie je la chante
4. Mein lieber Herr
5. Seule avec moi
6. Le petit bonheur
7. C'est mieux comme ça
8. Et de l'amour... de l'amour
9. Nous sommes tous morts à vingt ans
10. Mon petit bonhomme
11. Que reste-t-il de nos amours
12. La consultation
13. Justine
14. Raphaël
15. Comme si tu dois avoir froid
16. L'amour à la une

## CD n.15 -1976/1977
Tracce
1. Besame mucho
2. La mer
3. Maman
4. Les feuilles mortes
5. Histoire d'aimer
6. Tu m'as déclaré l'amour
7. Notre façon de vivre
8. Amor, amor (Amour c'est tout dire)
9. La vie en rose
10. Parle-moi d'amour, mon amour
11. Captain Sky
12. Femme est la nuit
13. Tico tico
14. Quand s'arrêtent les violons
15. À chaque fois j'y crois
16. Et tous ces regards

## CD n.16 -1977/1979
Tracce
1. Amoureuse de la vie
2. Ti amo (Je t'aime)
3. Salma ya salama (versione in francese)
4. Remember... c'était loin
5. Voyage sans bagages
6. Le Lambeth walk
7. Génération 78 (medley)
8. Vedrai, vedrai
9. Il faut danser reggae
10. Tables séparées
11. Comme si tu étais là
12. Le clefs de l'amour
13. Voilà pourquoi je chante
14. Comme si tu revenais d'un long voyage
15. Il y a toujours une chanson
16. Helwa ya baladi (in egiziano)

## CD n.17 -1979/1980
Tracce
1. Ça me fait rêver (medley)
2. Je suis toutes les femmes
3. Monday, Tuesday… Laissez-moi danser
4. Chanteur des années 80
5. Problemorama
6. Comme disait Mistinguett
7. Depuis qu'il vient chez nous
8. Dédié à toi
9. Alabama Song
10. Va va va
11. Comme toi
12. Money, money
13. Gigi in paradisco

## CD n.18 -1980/1982
Tracce
1. Fini, la comédie
2. Rio do Brasil
3. Nostalgie
4. Il pleut sur Bruxelles
5. Quand je n'aime plus je m'en vais
6. L'amour et moi
7. Marjolaine
8. Quand on n'a que l'amour
9. Et la vie continuera
10. La feria
11. Une femme à quarante ans
12. Le slow de ma vie
13. Americana
14. À ma manière
15. Partir ou mourir
16. Comment l'oublier
17. J'm'appelle amnésie

## CD n.19 -1982/1983
Tracce
1. Les p'tits mots
2. Femme
3. Lucas
4. Mourir sur scène
5. Confidences sur la fréquence
6. Si la France
7. Jouez bouzouki
8. Pour vous
9. Ton prénom dans mon coeur
10. Le jour où la pluie viendra 82
11. Ensemble (Dalida & Yolanda)
12. Pour toi, Louis
13. Pour un homme
14. J'aurais voulu danser
15. Aba daba honey moon (France, comment me trouves-tu?)
16. Bye bye
17. La chanson du mundial

## CD n.20 -1983/1984
Tracce
1. Pour te dire je t'aime
2. Une vie d'homme
3. Soleil
4. La pensione bianca
5. Kalimba de Luna (versione in francese)
6. L'innamorata
7. Reviens-moi
8. Téléphonez-moi
9. J'aime
10. Là où je t'aime
11. Le restaurant italien
12. Bravo
13. Le premier amour du monde
14. S'aimer
15. Marie Madeleine
16. Mon Italie

## CD n.21 -Escales autour du Monde
Tracce
1. Aranjuez la tua voce (in italiano)
2. L'ultimo valzer (in italiano)
3. Bang bang (in italiano)
4. Oh lady Mary (in italiano)
5. Aghani aghani (in egiziano)
6. Salma ya salama (versione in egiziano)
7. Akhsan nass (in egiziano)
8. Little words (in inglese)
9. Kalimba de luna (versione in inglese)
10. Mon cherie (in inglese)
11. Spiel Balalaïka (in tedesco)
12. Am Tag, als der Regen kam (in tedesco)
13. Tu nombre (in spagnolo)
14. El Cordobés (versione in spagnolo)
15. Lebnane (in libanese)
16. Il venait d'avoir 18 ans (versione in giapponese)
17. O sole mio (versione in giapponese)
18. Hene ma tov (in ebraico)

## CD n.22 -1984/1987
Tracce
1. Pour en arriver là
2. Le temps d'aimer
3. Les hommes de ma vie
4. Le Vénitien de Levallois
5. Parce que je ne t'aime plus
6. Rendez-vous chaque soir
7. Semplicemente così (in italiano)
8. C'était mon ami
9. Salut salaud
10. La danse de Zorba (versione 1986)
11. Le visage de l'amour
12. Un soir qu'on n'oublie pas
13. Je t'aime ça veut dire aime-moi
14. Chansons inachévées
15. Le sixième jour
16. La Mamma
17. Je suis malade